# Ravels
Ravels è un comune belga di 12 329 abitanti nelle Fiandre (Provincia di Anversa).

## Suddivisioni
Il comune è costituito dai seguenti distretti:
- Ravels
- Weelde
- Poppel